# Logis de la Cour (Taillebois)
Pour les articles homonymes, voir Logis de la Cour.
Le Logis de la Cour est un manoir situé à Athis-Val de Rouvre, en France.

## Localisation
Le monument est situé dans le département français de l'Orne, à 700 m au sud-est du petit bourg de Taillebois, commune déléguée de la commune nouvelle d'Athis-Val de Rouvre.

## Architecture
Le portail d'entrée est inscrit au titre des monuments historiques par arrêté du 26 octobre 1990.